# Abbaye de Torigny
L’abbaye de Torigny est une ancienne abbaye cistercienne située sur l'actuelle commune de Torigni-sur-Vire, dans la Manche. Elle est fondée en 1134 sur le site de La Boulaye, mais est transférée en 1308 à Torigni.

## Histoire

### Fondation à La Boulaye
L'abbaye de La Boulaye est fondée en 1134 ou 1135, par Robert de Saint-Remi. Le premier abbé se nomme Jean de la Boulaye.

### Transfert à Torigni
Le chanoine Robert le Fèvre, archidiacre de Coutances, choisit entre 1305 et 1308 de transférer l'abbaye dans un nouveau site, dans la commune actuelle de Torigni-sur-Vire. L'abbaye prend alors le nom de Torigny.

### Sépultures dans l'abbaye
Suivant la coutume alors en vigueur, plusieurs bienfaiteurs et bienfaitrices de l'abbaye pouvaient choisir de s'y faire enterrer à leur mort. À Torigny, seule est connue Marie de Craon (fille de Guillaume Ier).

### Durant la guerre de Cent Ans
L'abbaye est très probablement pillée pendant la guerre de Cent Ans. Une troupe d'une centaine d'hommes donne en tout cas l'assaut à l'abbaye (à l'époque fortifiée) en 1424.

### Sous la commende
Comme l'immense majorité des abbayes françaises, celle de Torigny tombe sous le régime de la commende à une date inconnue. Seuls quelques dates nous sont connues, en particulier au XVIIIe siècle.
Avant 1680 (mais à partir d'une date non précisée), l'abbé commendataire de Torigny est Léonor Goyon de Matignon. Les archives du Calvados mentionnent que l'abbé commendataire jusqu'en 1732 ou 1733 est un nommé « La Châtaigneraie ». Une visite épiscopale en 1739 à l'abbaye de Hambye (bénédictine) nous apprend que l'abbé commendataire de Torigny à cette date est un nommé « Jacques Lefebre Duquesnoy, docteur de Sorbonne ».
Le domaine de l'abbaye est en tout cas assez étendu : de 1307 à 1791, l'abbaye possède par exemple environ les deux tiers du village d'Écrammeville, situé à trente-cinq kilomètres et « vaut quatre mille livres de rente »s.

### Fin à la Révolution
L'abbaye est détruite entièrement à la Révolution. Si la carte de Cassini (XVIIIe siècle) la mentionne, les cartes d'état-major du début du XIXe siècle n'en font même pas mention sous forme de toponyme.